# Pečovje
Pečovje je naselje u slovenskoj Općini Štoru. Pečovje se nalazi u pokrajini Štajerskoj i statističkoj regiji Savinjskoj. 

## Stanovništvo
Prema popisu stanovništva iz 2002. godine naselje je imalo 236 stanovnika.